# Odsherreds kommun
Odsherreds kommun (danska: Odsherred Kommune) är en kommun i Region Själland, på ön Själlands nordvästra del i östra Danmark. Vid danska kommunreformen 2007 blev de tre kommunerna Dragsholm, Nykøbing-Rørvig och Trundholm sammanslagna till Odsherreds kommun.
Kommunens centralort är staden Nykøbing Sjælland.